# David Oniya
David Oniya (Lagos, 5 de junio de 1985 - Kota Bharu, 13 de junio de 2015) fue un futbolista nigeriano que jugaba en la demarcación de defensa.

## Biografía
Tras formarse en su país natal con el Dynamo de Lagos, fichó en 2004 por el Neftchi Baku PFK de Azerbaiyán, jugando en el club durante tres años. En 2007, se trasladó a Uzbekistán para jugar en el Dinamo Samarcanda, donde permaneció hasta 2011. Tras un breve paso por varios clubes del mismo país, como: FK Bunyodkor Tashkent, FK Buxoro y FK Neftchi Fergana, finalizó prematuramente su carrera en el T–Team FC de Malasia, donde ejerció como capitán. 
David falleció el 13 de junio de 2015 tras caer desplomado sobre el terreno de juego durante un partido amistoso en el que se enfrentaban T-Team FC y Kelantan FA. Los miembros del personal sanitario confirmaron que su muerte fue instantánea.

## Clubes
| Club                  | País       | Año         | Partidos | Goles |
| --------------------- | ---------- | ----------- | -------- | ----- |
| Neftchi Baku PFK      | Azerbaiyán | 2004 - 2007 |          |       |
| Dinamo Samarcanda     | Uzbekistán | 2007 - 2011 | 107      | 6     |
| FK Bunyodkor Tashkent | Uzbekistán | 2011 - 2012 | 0        | 0     |
| FK Buxoro             | Uzbekistán | 2012 - 2013 | 37       | 2     |
| FK Neftchi Fergana    | Uzbekistán | 2013 - 2014 |          |       |
| T–Team FC             | Malasia    | 2014 - 2015 |          |       |